# A Chase Across the Continent
A Chase Across the Continent è un cortometraggio muto del 1912 diretto da J. Searle Dawley.

## Produzione
Il film fu prodotto dalla Edison Manufacturing Company.

## Distribuzione
Distribuito dalla General Film Company, il film - un cortometraggio in una bobina - uscì nelle sale cinematografiche degli Stati Uniti il 23 novembre 1912. Venne distribuito anche nel Regno Unito il 26 febbraio 1913.